# Torre Lomas
La Torre Lomas es un edificio ubicado en Avenida Paseo de las Palmas #800, alcaldía Miguel Hidalgo en la Ciudad de México, cuenta con 8 elevadores (ascensores) que se mueven a una velocidad de 6.3 metros por segundo por lo cual son considerados de alta velocidad.En su época fue de los más modernos edificios de México.La torre se convirtió en el año 1986 el cuarto edificio más alto de la Ciudad de México, hasta mediados de la década de los 90 cuando finalizó la construcción de Torre Arcos Bosques Corporativo y Torre Altus.

## La Forma
- Su altura es de 146.5 metros y tiene 40 pisos.

- El área total residencial es de 45,000 m².

## Detalles importantes
- Fue promovido por el famoso y brillante  arquitecto mexicano Sigfrid Molet, cuando éste tenía tan solo 31 años de edad.

- Molet es un muy inteligente y brillante desarrollador inmobiliario mexicano que, sin embargo, se ha visto involucrado, repetida y recurrentemente, en muchos problemas legales y penales (estuvo varios años en prisión, sentenciado por fraude inmobiliario), atribuibles a su excesivo afán de crecimiento empresarial y a un desfase mental con la realidad. Es un hombre sumamente inteligente, considerado desde muy joven un verdadero genio del desarrollo inmobiliario, pero con ese grave defecto mental, de estar desfasado de la realidad .

- Su construcción finalizó en 1986, un año después del terremoto de 8.1 grados que azotó a la Ciudad de México.

- Por lo mismo el edificio fue equipado con amortiguadores sísmicos.

- Torre Lomas está anclada con 100 pilotes de concreto que penetran a 40 metros del subsuelo superando el relleno pantanoso.

- Su uso es exclusivamente residencial.

- La altura de cada piso a techo es de 3.79 m.

- Ha soportado cinco terremotos a lo lago de su historia los primeros dos durante su construcción en septiembre (19 y 20)de 1985 de 8.1 y 7.8 grados escala de Richter, en 1995 que midió 7.3 en la escala de Richter, el siguiente en el 2003 de 7.6 en la escala de Richter y el siguiente el 13 de abril del 2007 de 6.3 en la escala de Richter con epicentro en el estado de Guerrero sin sufrir ningún daño en su estructura.

- Se le considera uno de los rascacielos más seguros del mundo junto con Torre Mayor, Torre Ejecutiva Pemex, World Trade Center México, Torre Latinoamericana, Torre HSBC, Torre del Caballito, St. Regis Hotel & Residences, Torre Insignia y Torre Mexicana de Aviación.

- Es considerado un edificio inteligente, debido a que el sistema de luz es controlado por un sistema llamado B3, al igual que el de Torre Mayor, Torre Ejecutiva Pemex, World Trade Center México, Torre Altus, Arcos Bosques, Arcos Bosques Corporativo, Torre Latinoamericana, Edificio Reforma 222 Torre 1, Haus Santa Fe, Edificio Reforma Avantel, Residencial del Bosque 1, Residencial del Bosque 2, Torre del Caballito, Torre HSBC, Panorama Santa fe, City Santa Fe Torre Ámsterdam, Santa Fe Pads, St. Regis Hotel & Residences, Reforma 222 Centro Financiero.

## Datos clave
- Altura- 146.5 metros.
- Área Total- 45,000 metros cuadrados.
- Pisos- 7 niveles subterráneos de estacionamiento y 40 pisos.
- Condición: 	En uso
- Rango: 	
  - En México: 11.º lugar, 2011: 22º lugar
  - En Ciudad de México: 10.º lugar, 2011: 15.º lugar